# Chlorocodia olivescens
Chlorocodia olivescens är en fjärilsart som beskrevs av George Francis Hampson 1910. Chlorocodia olivescens ingår i släktet Chlorocodia och familjen nattflyn. Inga underarter finns listade i Catalogue of Life.